# Michael Paul Chan
Michael Paul Chan (ur. 26 czerwca 1950 w San Francisco) – amerykański aktor i producent pochodzenia chińskiego. Popularność przyniosła mu m.in. rola koreańskiego właściciela sklepu w filmie Upadek, a także udział w serialach Podkomisarz Brenda Johnson i Mroczne zagadki Los Angeles. 

## Wybrana filmografia
- 1981: Złodziej jako kelner w chińskiej restauracji
- 1986: Alfred Hitchcock przedstawia jako Denning (sezon 1, odc. 15)
- 1993: Upadek jako Koreańczyk, właściciel sklepu
- 1993: Drzewo Jozuego jako Jimmy Schoeshine
- 1995: Napisała: Morderstwo jako Trevor Han (sezon 11, odc. 13)
- 1995: Batman Forever jako kierownik
- 1997: Batman i Robin jako naukowiec w obserwatorium
- 1998: Wydział pościgowy jako Xian Chen, attaché kulturalny Chin w ONZ
- 1999: Informator jako Norman
- 2001: Zawód: Szpieg jako Vincent Vy Ngo
- 2001: Dom Glassów jako pan Kim
- 2003: Jeźdźcy Apokalipsy jako strażnik
- 2005–2012: Podkomisarz Brenda Johnson  jako porucznik Mike Tao
- 2012–2018: Mroczne zagadki Los Angeles jako porucznik Mike Tao
- 2016: Stacja Berlin jako Houjin Lin (sezon 1, trzy odc.)
- 2017: Hawaii Five-0 jako kapitan Tanaka (sezon 7, odc. 23)
- 2019–2021: Rezydenci jako Yee Austin
- 2021: MacGyver jako Dahn Nguyen
- 2023: Hello Tomorrow! jako Walt (sezon 1, odc. 5–10)